# Matt Weston
Matthew Emlyn H. "Matt" Weston, född 2 mars 1997, är en brittisk skeletonåkare.

## Karriär
Vid VM 2023 i St. Moritz tog Weston guld i herrarnas tävling och blev den första manliga världsmästaren i skeleton från Storbritannien sedan Kristan Bromley 2008. Han tog även silver i mixat lag tillsammans med Laura Deas. Vid VM 2024 i Winterberg tog han silver i både herrarnas tävling och i mixat lag tillsammans med Tabitha Stoecker.
Vid VM 2025 i Lake Placid tog Weston sitt andra VM-guld i herrarnas tävling. Han tog även silver tillsammans med Tabitha Stoecker i den mixade lagtävlingen.